# Beharovce
Beharovce – słowacka wieś i gmina (obec) w powiecie Lewocza w kraju preszowskim.
Pierwsze wzmianki o wsi pochodzą z 1338 roku.
Centrum wsi leży na wysokości 474 m n.p.m. Gmina zajmuje powierzchnię 2,649 km². W 2011 roku zamieszkiwało ją 178 osób.